# Saint Jean-Baptiste (Filippino Lippi)
Pour les articles homonymes, voir Saint Jean-Baptiste (homonymie).
 Saint Jean-Baptiste est une peinture à l'huile sur bois mesurant 133 × 38 cm et réalisée par Filippino Lippi. Elle est conservée à la Galleria dell'Accademia de Florence. 

## Historique
Le tableau représente Jean le Baptiste, un saint qui vécut en ermite dans le désert.
Il fut le premier à administrer le sacrement du baptême des nouveaux chrétiens, et vécut dans la pauvreté.